# Bejofo
Bejofo is een plaats en commune in het oosten van Madagaskar, behorend tot het district Ambatondrazaka, dat gelegen is in de regio Alaotra-Mangoro. Tijdens een volkstelling in 2001 telde de plaats 13.499 inwoners.
De plaats biedt naast lager onderwijs ook middelbaar onderwijs aan. 85 % van de bevolking werkt als landbouwer, 5 % houdt zich bezig met veeteelt en 2 % verdient zijn brood als visser. Het belangrijkste landbouwproduct is rijst; andere belangrijke producten zijn mais en maniok. Verder is 8% actief in de dienstensector.